# Котонвуд (Алабама)
Котонвуд (енгл. Cottonwood) град је у америчкој савезној држави Алабама. По попису становништва из 2010. у њему је живело 1.289 становника.

## Демографија
Према попису становништва из 2010. у граду је живело 1.289 становника, што је 119 (10,2%) становника више него 2000. године.
| Група             | 2000.       | 2010.       |
| Белци             | 786 (67,2%) | 917 (71,1%) |
| Афроамериканци    | 340 (29,1%) | 328 (25,4%) |
| Азијати           | 0 (0,0%)    | 0 (0,0%)    |
| Хиспаноамериканци | 23 (2,0%)   | 14 (1,1%)   |
| Укупно            | 1.170       | 1.289       |